# Louise Bonadio
Louise Bonadio (Ginevra, 1º settembre 1985) è un avvocato e editore svizzera.

## Biografia e carriera
Come editore, Louise Bonadio fondò nel 2005 Les Editions Librisme, casa editrice allo scopo di promuovere giovani autori e tramite la quale scopri diversi talenti, tra i quali Floriane Olivier, che ha ricevuto dopo il prestigioso premio "Prix du jeune écrivain de langue française". La casa editrice Les Editions Librisme è stata citata più volte sui giornali svizzeri e francesi per le sue scoperte di talenti ed il progetto, sostenuto dalla Loterie Romande, ha fatto partnerships con altre associazioni.
Come avvocatessa ammessa al foro di Ginevra in Svizzera nel 2008, Louise Bonadio contribuì a creare lo studio legale KBB nel 2010. Lo studio è specializzato nel diritto dei affari. Louise Bonadio ha rappresentato clienti davanti alla Corte Suprema Federale della Svizzera.